# Elezioni comunali in Lombardia del novembre 1995
Il il 19 novembre 1995 (con ballottaggio il 3 dicembre) in Lombardia si tennero le elezioni per il rinnovo di numerosi consigli comunali.

## Provincia di Milano

### Desio
| Candidati                     | Candidati                | II turno                 | II turno                 | I turno | I turno | Liste                              | Voti   | %     | Seggi |
| Candidati                     | Candidati                | Voti                     | %                        | Voti    | %       | Liste                              | Voti   | %     | Seggi |
| ----------------------------- | ------------------------ | ------------------------ | ------------------------ | ------- | ------- | ---------------------------------- | ------ | ----- | ----- |
|                               | Luigi Mariani ✔️ Sindaco | 8 929                    | 51,98                    | 6 798   | 31,33   | Partito Democratico della Sinistra | 3 149  | 16,51 | 10    |
| Partito Popolare Italiano     | Luigi Mariani ✔️ Sindaco | 8 929                    | 51,98                    | 6 798   | 31,33   | 1 631                              | 8,55   | 5     |       |
| Rifondazione Comunista        | Luigi Mariani ✔️ Sindaco | 8 929                    | 51,98                    | 6 798   | 31,33   | 979                                | 5,13   | 3     |       |
|                               | Guido Pozzoli            | 8 249                    | 48,02                    | 8 331   | 38,40   | Forza Italia                       | 4 494  | 23,56 | 4     |
| Alleanza Nazionale            | Guido Pozzoli            | 8 249                    | 48,02                    | 8 331   | 38,40   | 1 004                              | 5,26   | 1     |       |
| Centro Cristiano Democratico  | Guido Pozzoli            | 8 249                    | 48,02                    | 8 331   | 38,40   | 969                                | 5,08   | 1     |       |
| Cristiani Democratici Uniti   | Guido Pozzoli            | 8 249                    | 48,02                    | 8 331   | 38,40   | 861                                | 4,51   | –     |       |
| Seggio di coalizione          | Seggio di coalizione     | Seggio di coalizione     | 48,02                    | 8 331   | 38,40   | 1                                  |        |       |       |
|                               | Stefano Pietro Fontana   | Stefano Pietro Fontana   | Stefano Pietro Fontana   | 4 382   | 20,20   | Lega Nord                          | 3 940  | 20,65 | 3     |
| Seggio di coalizione          | Seggio di coalizione     | Seggio di coalizione     | Stefano Pietro Fontana   | 4 382   | 20,20   | 1                                  |        |       |       |
|                               | Giuseppe Como            | Giuseppe Como            | Giuseppe Como            | 1 190   | 5,49    | Alternativa Verde per Desio        | 1 087  | 5,70  | –     |
| Seggio di coalizione          | Seggio di coalizione     | Seggio di coalizione     | Giuseppe Como            | 1 190   | 5,49    | 1                                  |        |       |       |
|                               | Salvatore Tito Di Maggio | Salvatore Tito Di Maggio | Salvatore Tito Di Maggio | 994     | 4,58    | Lista Civica per Desio             | 963    | 5,05  | –     |
| Totale                        | Totale                   | 17 178                   | 100                      | 21 695  | 100     |                                    | 19 077 | 100   | 30    |
|                               |                          |                          |                          |         |         |                                    |        |       |       |
| Fonte: Ministero dell'interno |                          |                          |                          |         |         |                                    |        |       |       |

### Parabiago
| Candidati                                                | Candidati                    | II turno             | II turno          | I turno | I turno | Liste | Voti   | %     | Seggi |
| Candidati                                                | Candidati                    | Voti                 | %                 | Voti    | %       | Liste | Voti   | %     | Seggi |
| -------------------------------------------------------- | ---------------------------- | -------------------- | ----------------- | ------- | ------- | --- | ------ | ----- | ----- |
|                                                          | Marica Mereghetti ✔️ Sindaco | 6 290                | 52,20             | 4 381   | 29,39   | Per Parabiago (Partito Democratico della Sinistra-Partito Popolare Italiano-Rifondazione Comunista-Alleanza Democratica-Federazione Laburista-Vivere Parabiago) | 4 096  | 29,97 | 12    |
|                                                          | Sauro Bardi                  | 5 759                | 47,80             | 5 418   | 36,35   | Forza Italia | 2 417  | 17,69 | 2     |
| Centro Cristiano Democratico-Cristiani Democratici Uniti | Sauro Bardi                  | 5 759                | 47,80             | 5 418   | 36,35   | 1 411 | 10,32  | 1     |       |
| Alleanza Nazionale                                       | Sauro Bardi                  | 5 759                | 47,80             | 5 418   | 36,35   | 884 | 6,47   | –     |       |
| Lega Italiana Federalista                                | Sauro Bardi                  | 5 759                | 47,80             | 5 418   | 36,35   | 229 | 1,68   | –     |       |
| Seggio di coalizione                                     | Seggio di coalizione         | Seggio di coalizione | 47,80             | 5 418   | 36,35   | 1 |        |       |       |
|                                                          | Alessandra Padoan            | Alessandra Padoan    | Alessandra Padoan | 3 327   | 22,32   | Lega Nord | 3 014  | 22,05 | 2     |
| Seggio di coalizione                                     | Seggio di coalizione         | Seggio di coalizione | Alessandra Padoan | 3 327   | 22,32   | 1 |        |       |       |
|                                                          | Olindo Garavaglia            | Olindo Garavaglia    | Olindo Garavaglia | 1 780   | 11,94   | Gente di Parabiago | 1 615  | 11,82 | –     |
| Seggio di coalizione                                     | Seggio di coalizione         | Seggio di coalizione | Olindo Garavaglia | 1 780   | 11,94   | 1 |        |       |       |
| Totale                                                   | Totale                       | 12 049               | 100               | 14 906  | 100     | | 13 666 | 100   | 20    |
|                                                          |                              |                      |                   |         |         | |        |       |       |
| Fonte: Ministero dell'interno                            |                              |                      |                   |         |         | |        |       |       |

### Seregno
| Candidati                                                | Candidati                   | II turno             | II turno           | I turno | I turno | Liste                                                                                          | Voti   | %     | Seggi |
| Candidati                                                | Candidati                   | Voti                 | %                  | Voti    | %       | Liste                                                                                          | Voti   | %     | Seggi |
| -------------------------------------------------------- | --------------------------- | -------------------- | ------------------ | ------- | ------- | ---------------------------------------------------------------------------------------------- | ------ | ----- | ----- |
|                                                          | Gianluigi Perego ✔️ Sindaco | 11 188               | 52,89              | 6 452   | 26,39   | Per Seregno Democratica (Partito Democratico della Sinistra-Partito Popolare Italiano-La Rete) | 6 113  | 27,17 | 18    |
|                                                          | Attilio Gavazzi             | 9 967                | 47,11              | 7 999   | 32,72   | Forza Italia                                                                                   | 3 979  | 17,68 | 3     |
| Alleanza Nazionale                                       | Attilio Gavazzi             | 9 967                | 47,11              | 7 999   | 32,72   | 1 321                                                                                          | 5,87   | 1     |       |
| Centro Cristiano Democratico-Cristiani Democratici Uniti | Attilio Gavazzi             | 9 967                | 47,11              | 7 999   | 32,72   | 1 130                                                                                          | 5,02   | 1     |       |
| Alleanza per Seregno                                     | Attilio Gavazzi             | 9 967                | 47,11              | 7 999   | 32,72   | 553                                                                                            | 2,46   | –     |       |
| Seggio di coalizione                                     | Seggio di coalizione        | Seggio di coalizione | 47,11              | 7 999   | 32,72   | 1                                                                                              |        |       |       |
|                                                          | Giacinto Mariani            | Giacinto Mariani     | Giacinto Mariani   | 3 509   | 14,35   | Lega Nord                                                                                      | 3 317  | 14,74 | 2     |
| Seggio di coalizione                                     | Seggio di coalizione        | Seggio di coalizione | Giacinto Mariani   | 3 509   | 14,35   | 1                                                                                              |        |       |       |
|                                                          | Guido Trabattoni            | Guido Trabattoni     | Guido Trabattoni   | 2 073   | 8,48    | La Seregno che Vogliamo                                                                        | 1 924  | 8,55  | –     |
| Seggio di coalizione                                     | Seggio di coalizione        | Seggio di coalizione | Guido Trabattoni   | 2 073   | 8,48    | 1                                                                                              |        |       |       |
|                                                          | Giuseppina Minotti          | Giuseppina Minotti   | Giuseppina Minotti | 1 683   | 6,88    | Rifondazione Comunista                                                                         | 1 560  | 6,93  | –     |
| Seggio di coalizione                                     | Seggio di coalizione        | Seggio di coalizione | Giuseppina Minotti | 1 683   | 6,88    | 1                                                                                              |        |       |       |
|                                                          | Norberto Riva               | Norberto Riva        | Norberto Riva      | 1 330   | 5,44    | Solo per Seregno                                                                               | 1 245  | 5,53  | –     |
| Seggio di coalizione                                     | Seggio di coalizione        | Seggio di coalizione | Norberto Riva      | 1 330   | 5,44    | 1                                                                                              |        |       |       |
|                                                          | Roberto Pozzoli             | Roberto Pozzoli      | Roberto Pozzoli    | 724     | 2,96    | Partito Repubblicano Italiano                                                                  | 677    | 3,01  | –     |
|                                                          | Umberto Longhi              | Umberto Longhi       | Umberto Longhi     | 315     | 1,29    | Forza Nuova Seregno                                                                            | 325    | 1,44  | –     |
|                                                          | Lorenzo Camellini           | Lorenzo Camellini    | Lorenzo Camellini  | 204     | 0,83    | Movimento Sociale Fiamma Tricolore                                                             | 200    | 0,89  | –     |
|                                                          | Luigi Fiorito               | Luigi Fiorito        | Luigi Fiorito      | 159     | 0,65    | Nuovi Socialisti Lombardi                                                                      | 158    | 0,70  | –     |
| Totale                                                   | Totale                      | 21 155               | 100                | 24 448  | 100     |                                                                                                | 22 502 | 100   | 30    |
|                                                          |                             |                      |                    |         |         |                                                                                                |        |       |       |
| Fonte: Ministero dell'interno                            |                             |                      |                    |         |         |                                                                                                |        |       |       |